# 吳市
吳市（日语：／ Kure shi */?）是位於日本廣島縣西南部的都市，臨瀨戶內海，自古以來即為海軍重鎮。人口約23萬人，是廣島縣內僅次於廣島市和福山市的第三大城市。已於2016年升格為中核市。

## 市名由來
關於市名「吳」的由來，有多種說法。
- 環繞此地一帶的山脈被稱作「九嶺」（／ kyūrei），由此轉變成「Kure」（くれ），即「吳」的訓讀讀音。市徽便以此說法取材，設計成9個片假名字環繞的星形圖案[3]。
- 從此地近郊的灰峰（灰ヶ峰）採伐的「榑」（日語讀作，指木板材）做為特產特別有名，而成為地名。

## 人口
| 吳市人口分布圖 |                                             |  |
| 吳市與日本全國年齡別人口分布比較圖 （2005年資料） | 吳市的年齡、男女別人口分布圖 （2005年資料） |  |
| ■紫色是吳市 ■綠色是全国 | ■藍色是男性 ■紅色是女性                     |  |
| 吳市人口變化 \| 1970年 \| 306,222人 \| \| \| 1975年 \| 311,786人 \| \| \| 1980年 \| 302,766人 \| \| \| 1985年 \| 293,584人 \| \| \| 1990年 \| 280,429人 \| \| \| 1995年 \| 270,179人 \| \| \| 2000年 \| 259,224人 \| \| \| 2005年 \| 251,003人 \| \| \| 2010年 \| 239,973人 \| \| \| 2015年 \| 228,552人 \| \| \| 2020年 \| 214,592人 \| \| |                                             |  |
| 資料來源：日本總務省統計中心提供之人口普查數據 |                                             |  |
| 1970年 | 306,222人                                   |  |
| 1975年 | 311,786人                                   |  |
| 1980年 | 302,766人                                   |  |
| 1985年 | 293,584人                                   |  |
| 1990年 | 280,429人                                   |  |
| 1995年 | 270,179人                                   |  |
| 2000年 | 259,224人                                   |  |
| 2005年 | 251,003人                                   |  |
| 2010年 | 239,973人                                   |  |
| 2015年 | 228,552人                                   |  |
| 2020年 | 214,592人                                   |  |

## 歷史

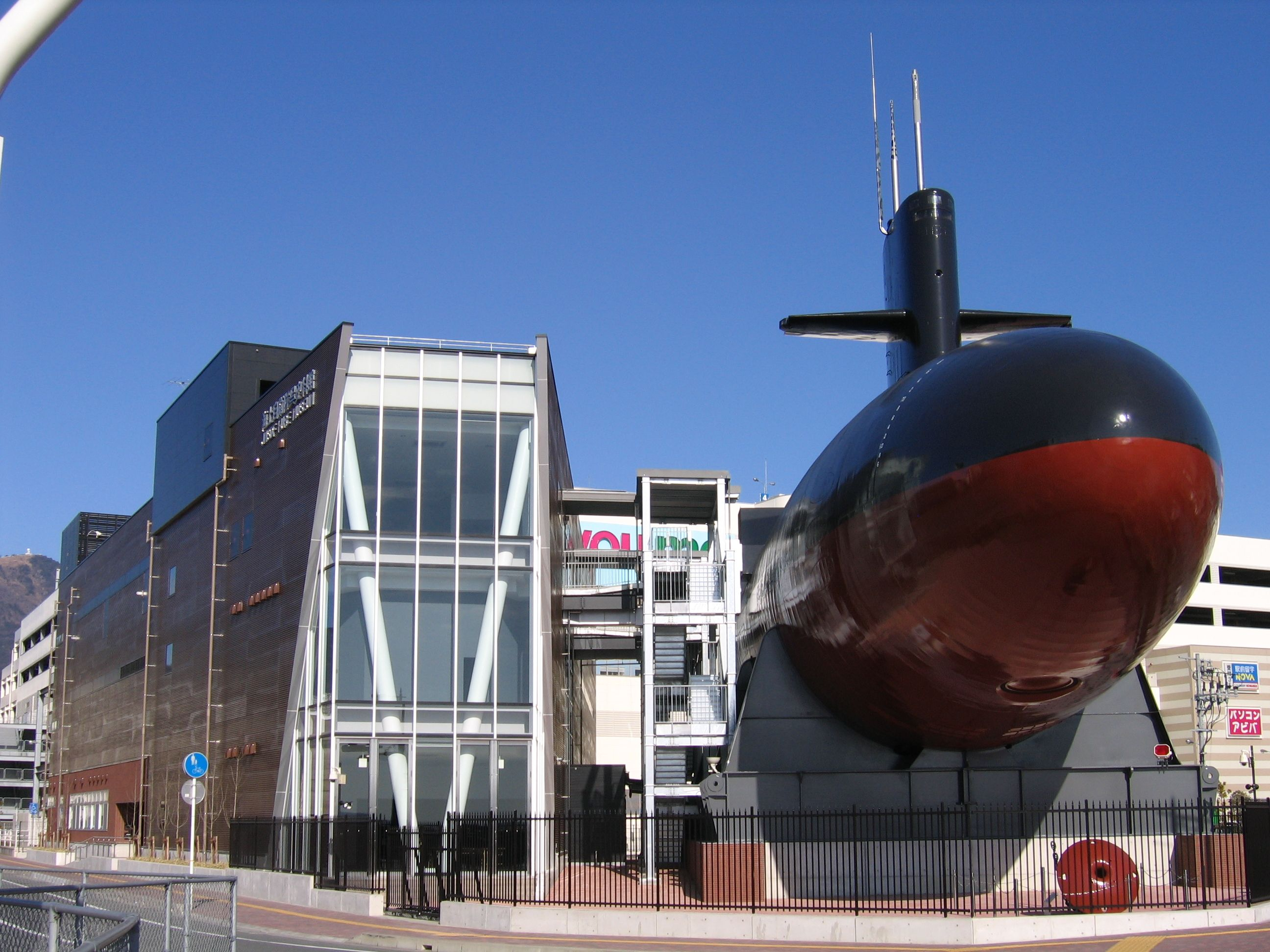
海上自衛隊吳史料館

由於為天然良港，自古即有水軍駐紮于此，明治時代后，成為日本帝國海軍的主要據點，為造船、鋼鐵、機械的發展中心，大和號戰艦也是於此建造。在第二次世界大戰中，人口一度超過40萬，成為全日本前十大城市之一。第二次世界大戰結束後，仍為海上自衛隊之重要據點，設有吳基地。

### 年表
- 1889年7月1日：日本帝國海軍第2海軍區鎮守府（吳鎮守府）設置於安藝郡的吳港。[4]
- 1902年10月1日：吳市成立[4]。
- 1903年11月10日：設立吳海軍工廠。
- 1946年：英軍佔領軍在此設置司令部，後由美軍接續。
- 1950年6月28日：日本政府公布舊軍港市轉換法（日语：旧軍港市転換法），吳市為適用之4座都市之一。
- 1954年7月1日：設置海上自衛隊吳地方隊（日语：呉地方隊）。
- 2000年11月1日：升格為特例市。
- 2016年4月1日：升格為中核市。

### 行政區劃變遷
- 1889年4月1日：實施町村制，現在轄區在當時分屬：
  - 安藝郡：和庄村、宮原村、莊山田村、吉浦村、警固屋村、大屋村、燒山村、本庄村、瀨戶島村、渡子島村、倉橋島村。
  - 賀茂郡：仁方村、廣村、內海村、內海跡村、三津口村、中切村、野路村、阿賀村、鄉原村、川尻村。
  - 豐田郡：御手洗町、豐濱村、大長村、久友村。
- 1891年7月27日：蒲刈島村分割為上蒲刈島村和下蒲刈島村兩村。
- 1892年9月1日：和庄村改制為和庄町。
- 1896年1月1日：內海村改制為內海町。
- 1897年5月1日：阿賀村改制為阿賀町。
- 1902年4月1日：二川町從吉浦村分出。
- 1902年10月1日：和庄町、宮原村、莊山田村、二川町對等合併為吳町，並從當日起施行市制而改制為吳市[5][6][4]。
- 1906年1月1日：瀨戶島村改制並改名為音戶町。
- 1906年6月1日：警固屋村改制為警固屋町。
- 1907年1月1日：仁方村改制為仁方町。
- 1916年2月11日：吉浦村改制為吉浦町。
- 1922年1月1日：
  - 三津口村改制為三津口町。
  - 川尻村改制為川尻町。
- 1928年4月1日：警固屋町、吉浦町和阿賀町被併入吳市。
- 1929年1月1日：內海跡村改名為安登村。
- 1931年4月1日：燒山村和本庄村合併為昭和村。
- 1932年4月1日：音戶町和渡子島村合併為新設置的音戶町。
- 1941年4月21日：仁方町和廣村被併入吳市。
- 1942年4月1日：中切村和野路村合併為新設置的野路村。
- 1944年1月1日：內海町、三津口町和野路村合併為安浦町。
- 1947年8月1日：向村從下蒲刈島村分村。
- 1951年11月3日：大屋村改制並改名為天應町。
- 1952年6月1日：倉橋島村改制並改名為倉橋町。
- 1956年3月31日：御手洗町、大長村和久友村合併為豐町。
- 1956年4月1日：
  - 安浦町改隸屬賀茂郡。
  - 川尻町和安登村改隸屬豐田郡。
- 1956年9月30日：上蒲刈島和向村合併為蒲刈町。
- 1956年10月1日：天應町、昭和村和鄉原村被併入吳市。
- 1958年4月1日：安登村被廢除，轄區分別被併入川尻町和安浦町。
- 1962年1月1日：下蒲刈島村改制並改名為下蒲刈町。
- 1969年11月3日：豐濱村改制為豐濱町。
- 2003年4月1日：下蒲刈町被併入吳市。
- 2004年4月1日：川尻町被併入吳市。
- 2005年3月20日：音戶町、蒲刈町、倉橋町、豐濱町、安浦町、豐町被併入吳市。

### 變遷表
| 1889年4月1日        | 1889年 - 1926年           | 1889年 - 1926年                 | 1926年 - 1954年           | 1926年 - 1954年           | 1955年 - 1989年                  | 1989年 - 現在                     | 現在                   |
| ------------------- | ------------------------- | ------------------------------- | ------------------------- | ------------------------- | -------------------------------- | --------------------------------- | ---------------------- |
| 熊野村              | 熊野村                    | 1918年10月1日 改制為熊野町      | 熊野町                    | 熊野町                    | 熊野町                           | 熊野町                            | 熊野町                 |
| 本庄村              |                           |                                 | 熊野町                    | 熊野町                    | 熊野町                           | 熊野町                            | 熊野町                 |
| 1931年4月1日 昭和村 | 1931年4月1日 昭和村       | 1956年10月1日 併入吳市          | 吳市                      | 吳市                      |                                  |                                   |                        |
| 1931年4月1日 昭和村 | 1931年4月1日 昭和村       | 1956年10月1日 併入吳市          | 吳市                      | 吳市                      | 燒山村                           |                                   |                        |
| 大屋村              | 大屋村                    | 大屋村                          | 大屋村                    | 吳市                      | 1951年11月3日 改名並改制為天應町 |                                   |                        |
| 警固屋村            | 警固屋村                  | 1906年6月1日 改制為警固屋町     | 吳市                      | 吳市                      | 1928年4月1日 併入吳市            | 吳市                              | 吳市                   |
| 吉浦村              | 吉浦村                    | 1916年2月11日 改制為吉浦町      | 吳市                      | 吳市                      | 1928年4月1日 併入吳市            | 吳市                              | 吳市                   |
| 吉浦村              | 1902年4月1日 二川町       | 1902年10月1日 合併為吳市        | 1902年10月1日 合併為吳市  | 吳市                      |                                  | 吳市                              | 吳市                   |
| 宮原村              |                           | 1902年10月1日 合併為吳市        | 1902年10月1日 合併為吳市  | 吳市                      |                                  | 吳市                              | 吳市                   |
| 莊山田村            |                           | 1902年10月1日 合併為吳市        | 1902年10月1日 合併為吳市  | 吳市                      |                                  | 吳市                              | 吳市                   |
| 和庄村              | 1892年9月1日 改制為和庄町 | 1902年10月1日 合併為吳市        | 1902年10月1日 合併為吳市  | 吳市                      |                                  | 吳市                              | 吳市                   |
| 阿賀村              | 1897年5月1日 阿賀町       | 1897年5月1日 阿賀町             | 1928年4月1日 併入吳市     | 吳市                      |                                  | 吳市                              | 吳市                   |
| 仁方村              | 仁方村                    | 1907年1月1日 仁方町             | 1941年4月21日 併入吳市    | 吳市                      |                                  | 吳市                              | 吳市                   |
| 廣村                |                           |                                 | 1941年4月21日 併入吳市    | 吳市                      |                                  | 吳市                              | 吳市                   |
| 鄉原村              | 鄉原村                    | 鄉原村                          | 鄉原村                    | 鄉原村                    | 1956年10月1日 併入吳市           |                                   |                        |
| 蒲刈島村            | 1891年7月27日 下蒲刈島村  | 1891年7月27日 下蒲刈島村        | 1891年7月27日 下蒲刈島村  | 吳市                      | 1947年8月1日 下蒲刈島村          | 1962年1月1日 改名並改制為下蒲刈町 | 2003年4月1日 併入吳市  |
| 蒲刈島村            | 1891年7月27日 下蒲刈島村  | 1891年7月27日 下蒲刈島村        | 1891年7月27日 下蒲刈島村  | 吳市                      | 1947年8月1日 向村                | 1956年9月30日 蒲刈町              | 2005年3月20日 併入吳市 |
| 蒲刈島村            | 1891年7月27日 上蒲刈島村  |                                 |                           | 吳市                      |                                  | 1956年9月30日 蒲刈町              | 2005年3月20日 併入吳市 |
| 倉橋島村            | 倉橋島村                  | 倉橋島村                        | 倉橋島村                  | 吳市                      | 1952年6月1日 改名並改制為倉橋町  | 1952年6月1日 改名並改制為倉橋町   | 2005年3月20日 併入吳市 |
| 瀨戶島村            | 瀨戶島村                  | 1906年1月1日 改制並改名為音戶町 | 1932年4月1日 音戶町       | 1932年4月1日 音戶町       | 1932年4月1日 音戶町              |                                   | 2005年3月20日 併入吳市 |
| 渡子島村            |                           |                                 | 1932年4月1日 音戶町       | 1932年4月1日 音戶町       | 1932年4月1日 音戶町              |                                   | 2005年3月20日 併入吳市 |
| 川尻村              | 川尻村                    | 1922年1月1日 川尻町             | 1922年1月1日 川尻町       | 1922年1月1日 川尻町       | 1958年4月1日 川尻町              | 2004年4月1日 併入吳市             |                        |
| 內海跡村            | 內海跡村                  | 內海跡村                        | 1929年1月1日 安登村       | 1929年1月1日 安登村       | 1958年4月1日 川尻町              | 2004年4月1日 併入吳市             |                        |
| 內海跡村            | 內海跡村                  | 內海跡村                        | 1929年1月1日 安登村       | 1929年1月1日 安登村       | 1958年4月1日 安浦町              | 2005年3月20日 併入吳市            |                        |
| 內海村              | 1896年1月1日 內海町       | 1896年1月1日 內海町             | 1896年1月1日 內海町       | 1944年1月1日 合併為安浦町 | 1958年4月1日 安浦町              | 2005年3月20日 併入吳市            |                        |
| 三津口村            | 三津口村                  | 1922年1月1日 三津口町           | 1922年1月1日 三津口町     | 1944年1月1日 合併為安浦町 | 1958年4月1日 安浦町              | 2005年3月20日 併入吳市            |                        |
| 中切村              | 中切村                    | 中切村                          | 1942年4月1日 合併為野路村 | 1944年1月1日 合併為安浦町 | 1958年4月1日 安浦町              | 2005年3月20日 併入吳市            |                        |
| 野路村              |                           |                                 | 1942年4月1日 合併為野路村 | 1944年1月1日 合併為安浦町 | 1958年4月1日 安浦町              | 2005年3月20日 併入吳市            |                        |
| 御手洗町            | 御手洗町                  | 御手洗町                        | 御手洗町                  | 御手洗町                  | 1956年3月31日 合併為豐町         | 2005年3月20日 併入吳市            |                        |
| 大長村              |                           |                                 |                           |                           | 1956年3月31日 合併為豐町         | 2005年3月20日 併入吳市            |                        |
| 久友村              |                           |                                 |                           |                           | 1956年3月31日 合併為豐町         | 2005年3月20日 併入吳市            |                        |
| 豐濱村              | 豐濱村                    | 豐濱村                          | 豐濱村                    | 豐濱村                    | 1969年11月3日 改制為豐濱町       | 2005年3月20日 併入吳市            |                        |

## 交通

### 鐵路
- 西日本旅客鐵道
  - 吳線：安浦車站 - 安登車站 - 安藝川尻車站 - 仁方車站 - 廣車站 - 新廣車站 - 安藝阿賀車站 - 吳車站 - 川原石車站 - 吉浦車站 - 狩留賀濱車站 - 天應車站 - 吳波多比亞車站

在1909年至1967年期間，市內曾有有軌電車吳市電營運，但最後因赤字無法改善而停止營運。
|  |  |
|  |  |

### 道路
高速道路
- 東廣島吳自動車道：鄉原交流道 - 阿賀交流道

## 觀光資源
- 三之瀨御本陣藝術文化館

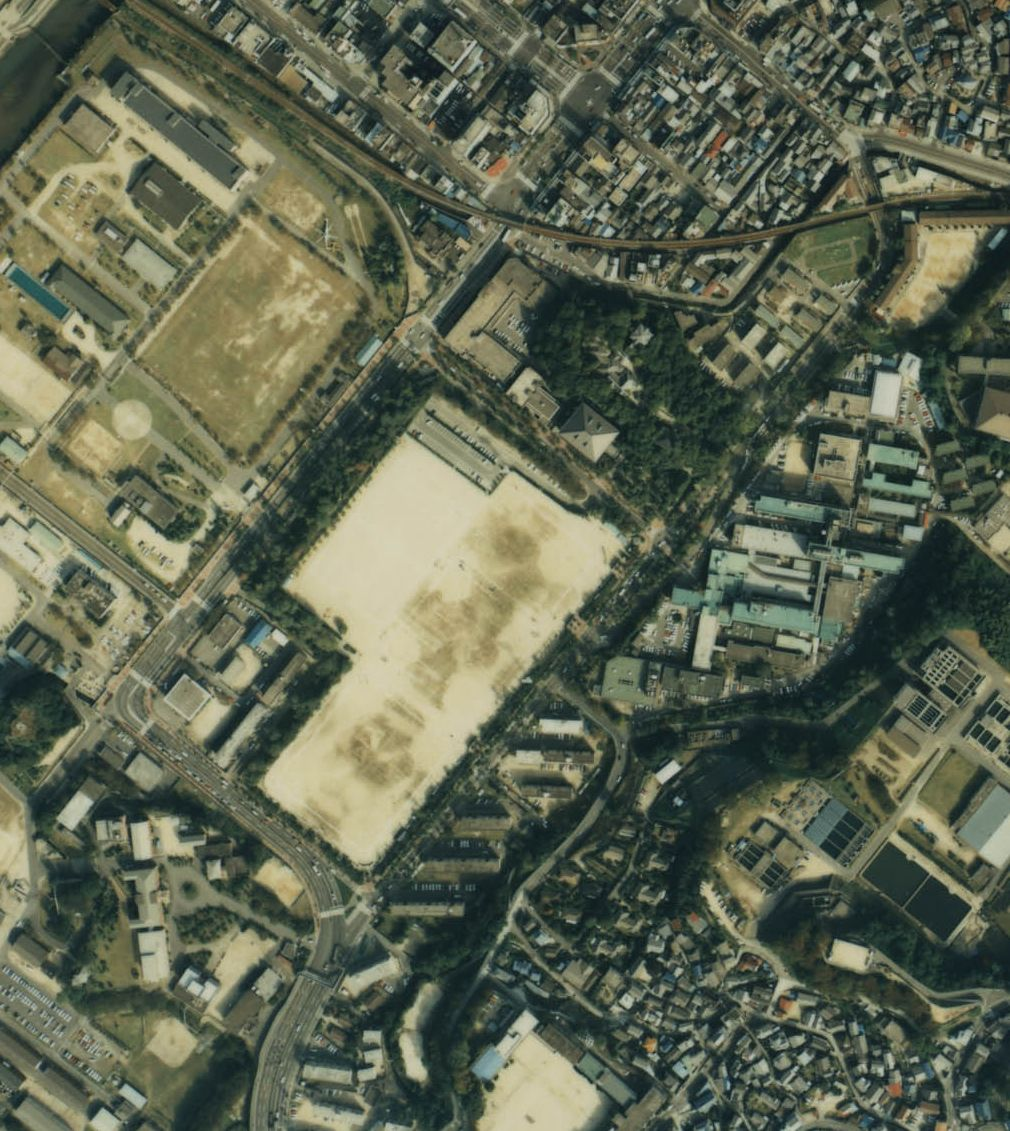
入船山公園
- 入船山記念館：舊吳鎮守府司令長官官舎
- 海上自衛隊吳地方總監部廳舎：舊吳呉鎮守府廳舎
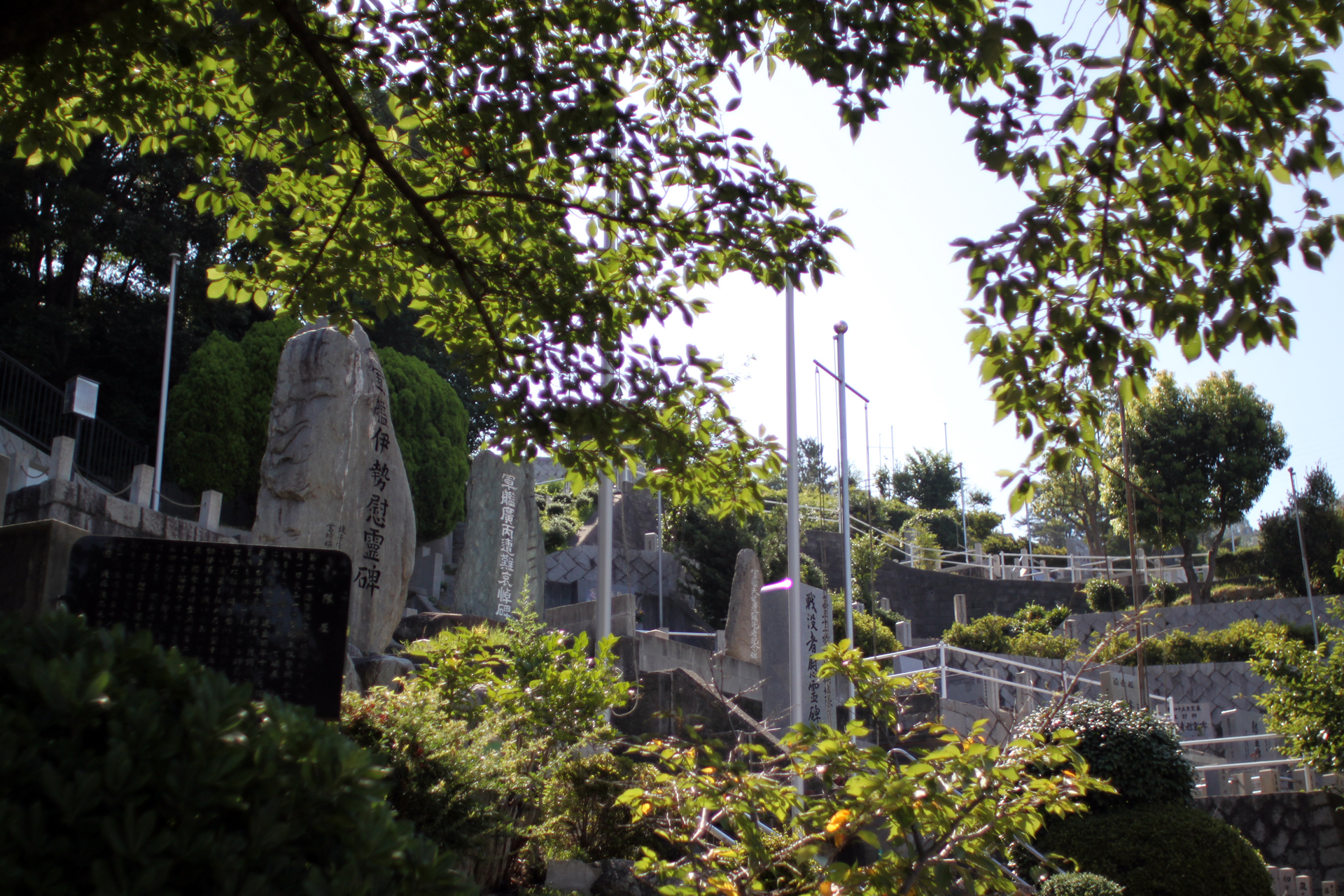
長迫公園：舊海軍墓地
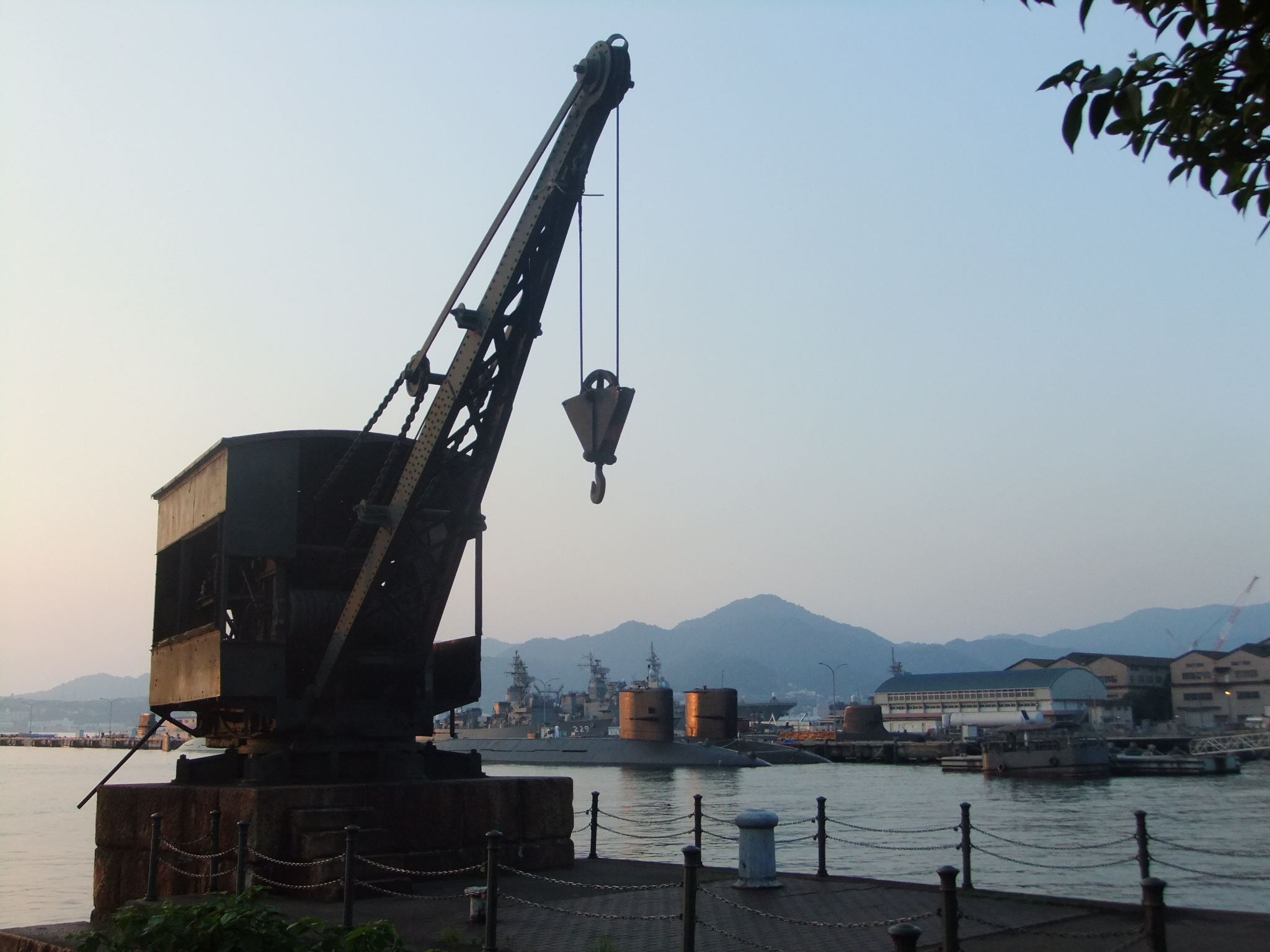
アレイからすこじま
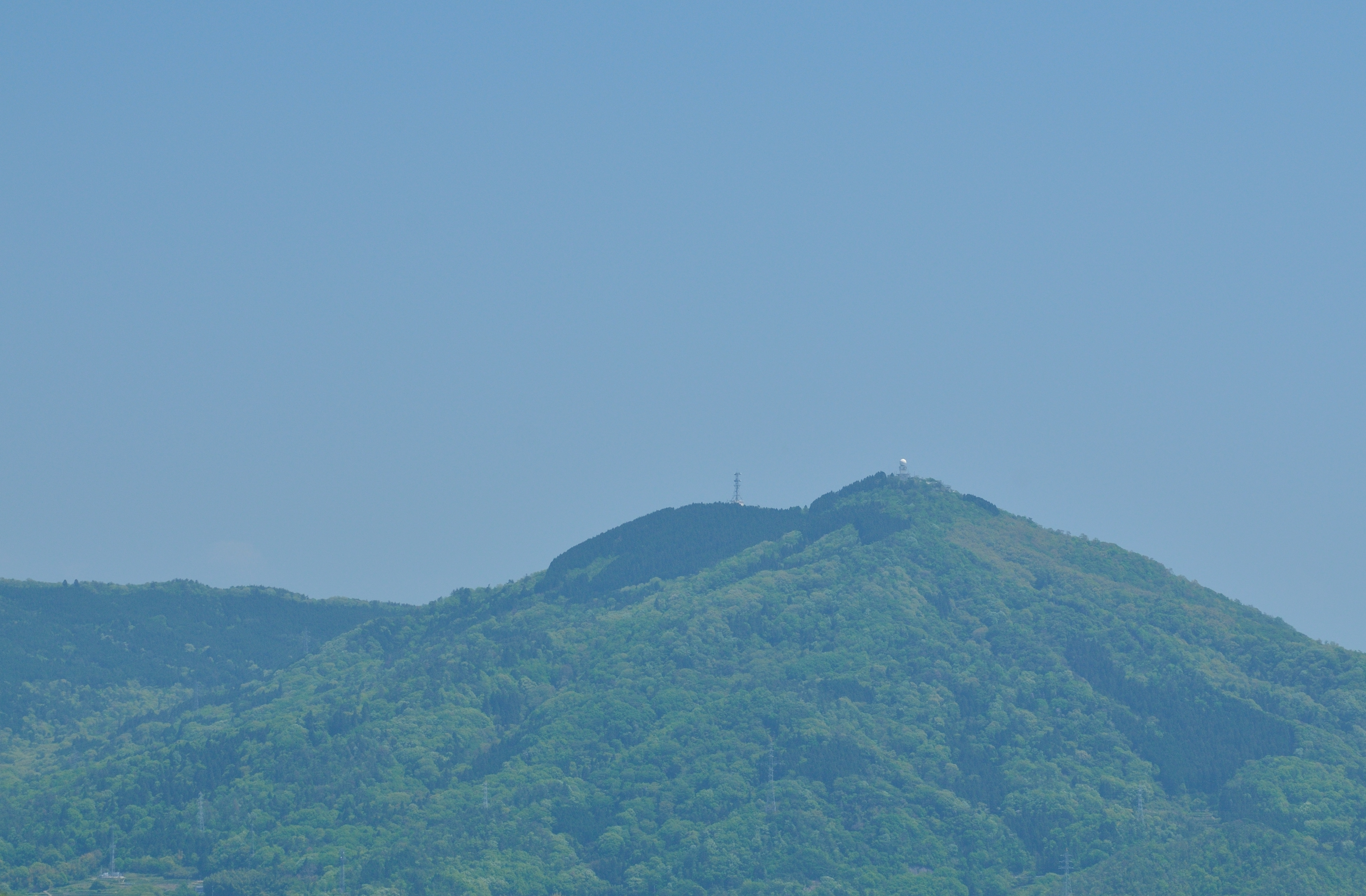
灰ヶ峰
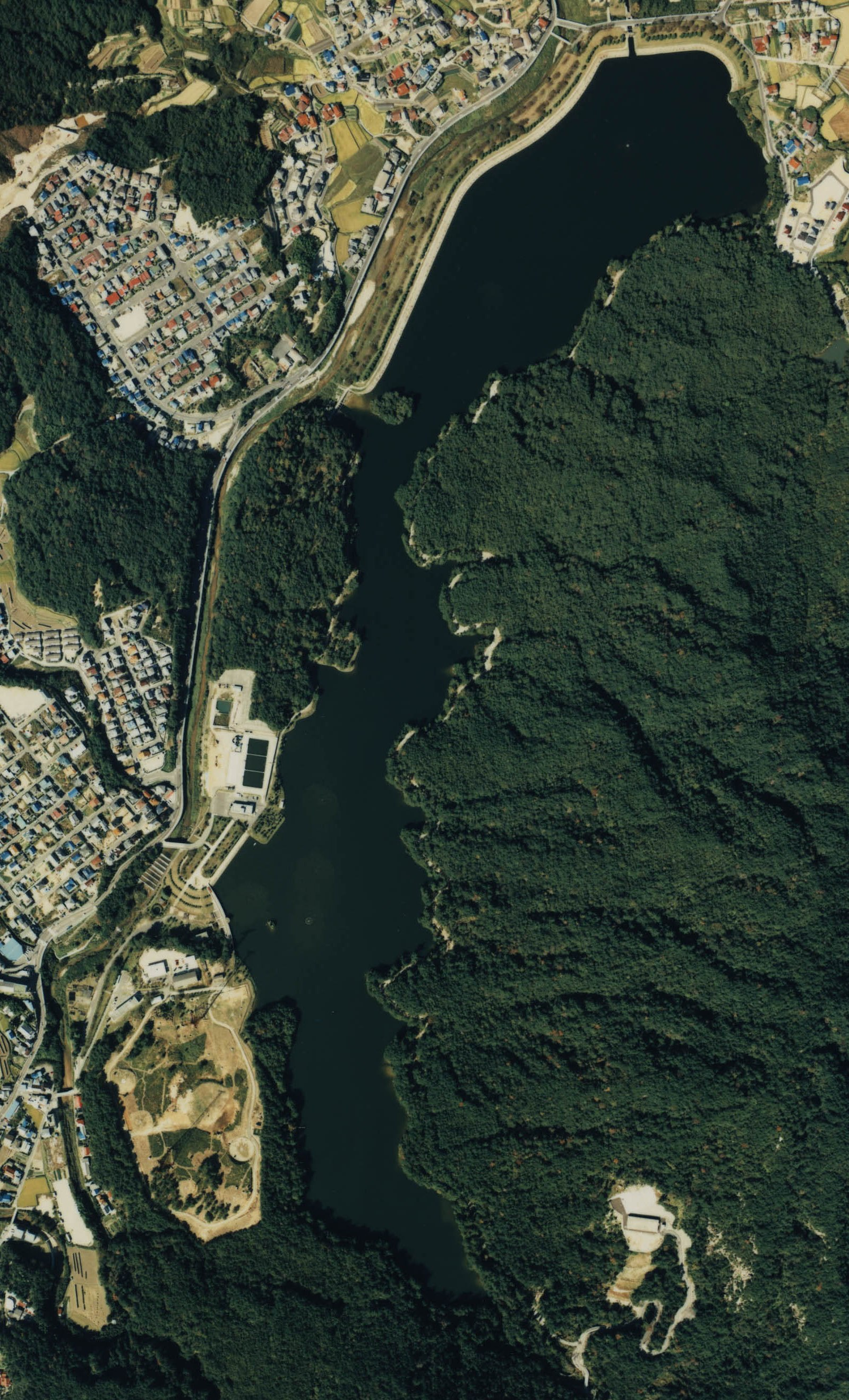
本庄壩
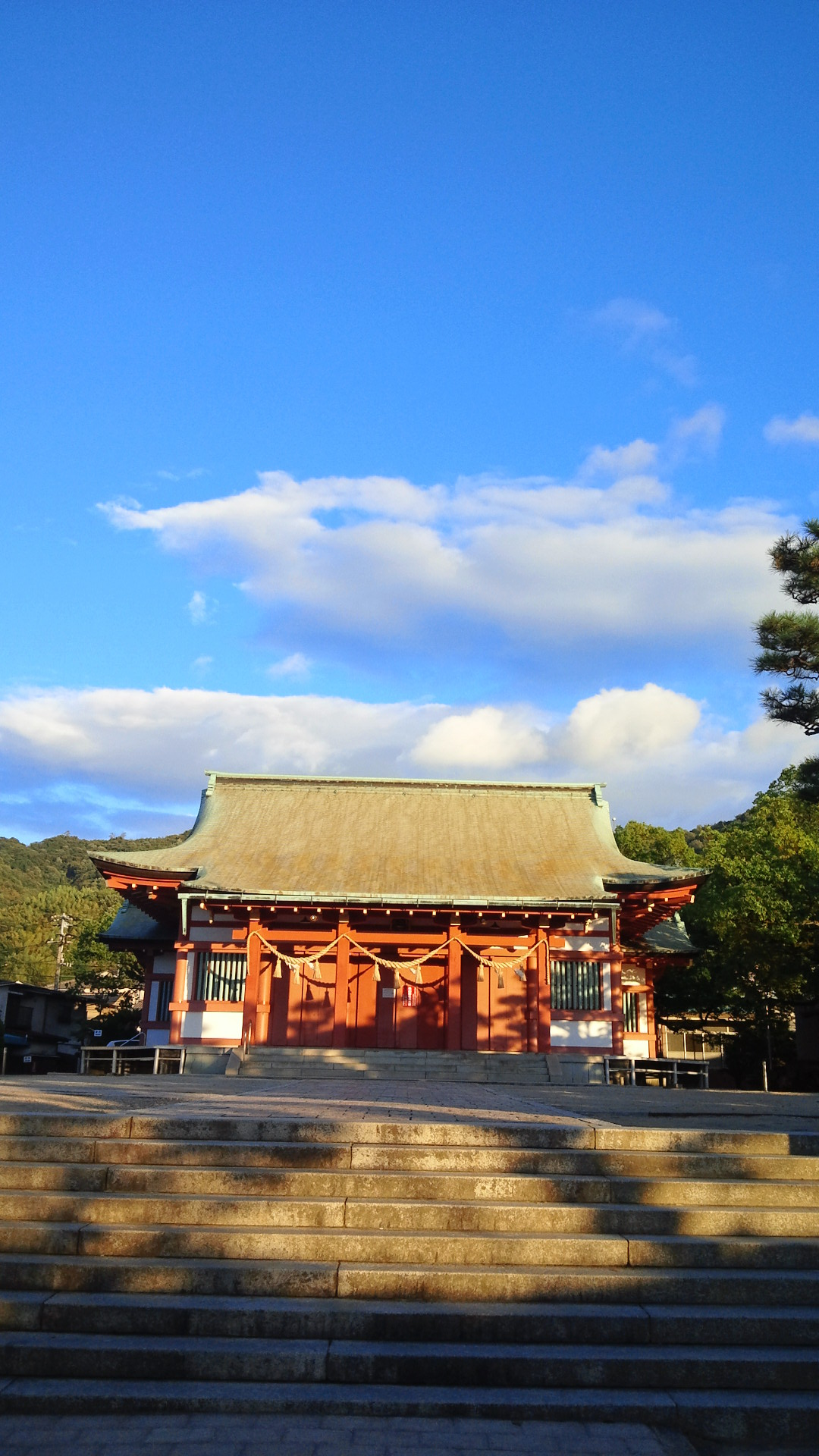
龜山神社
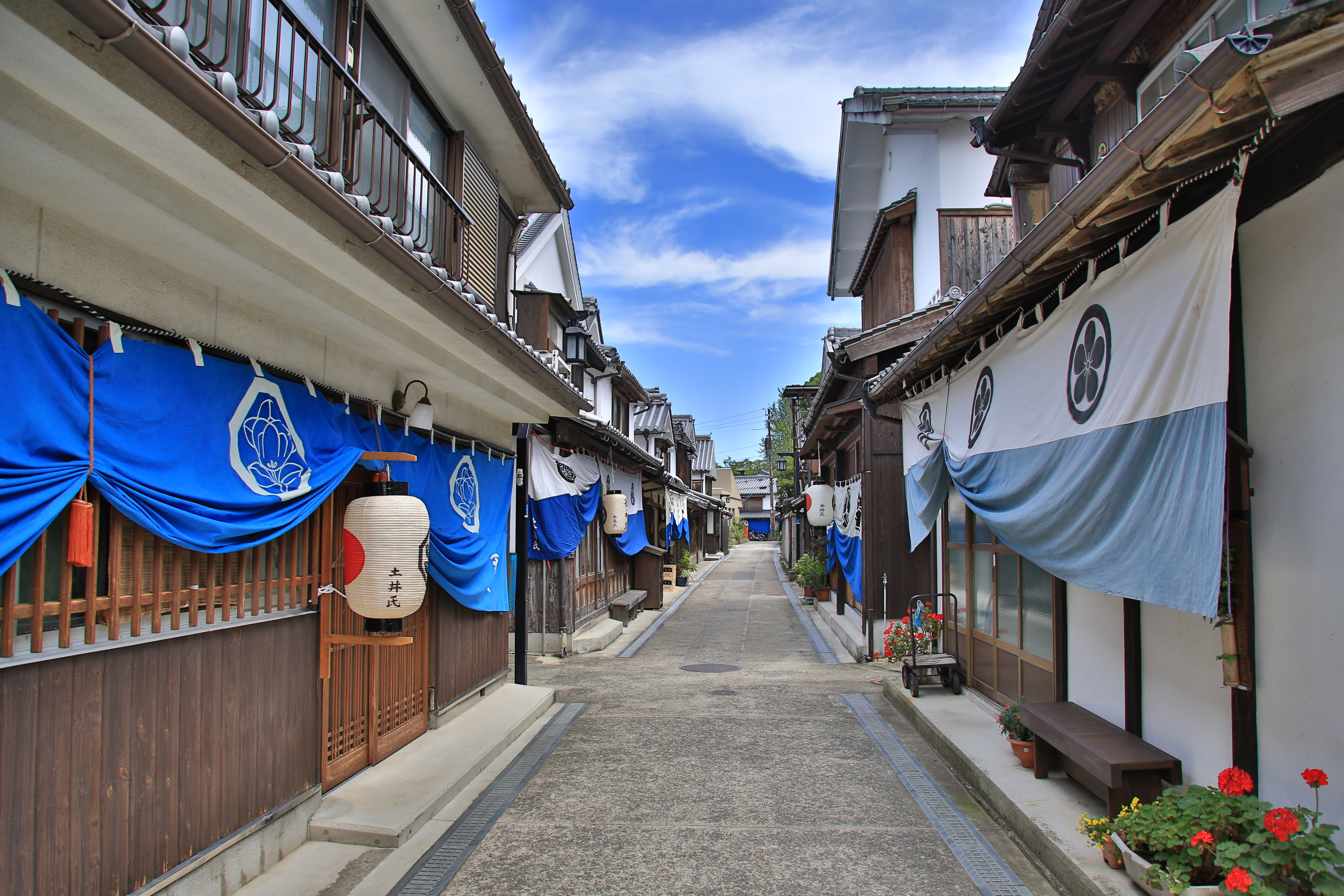
禦手洗
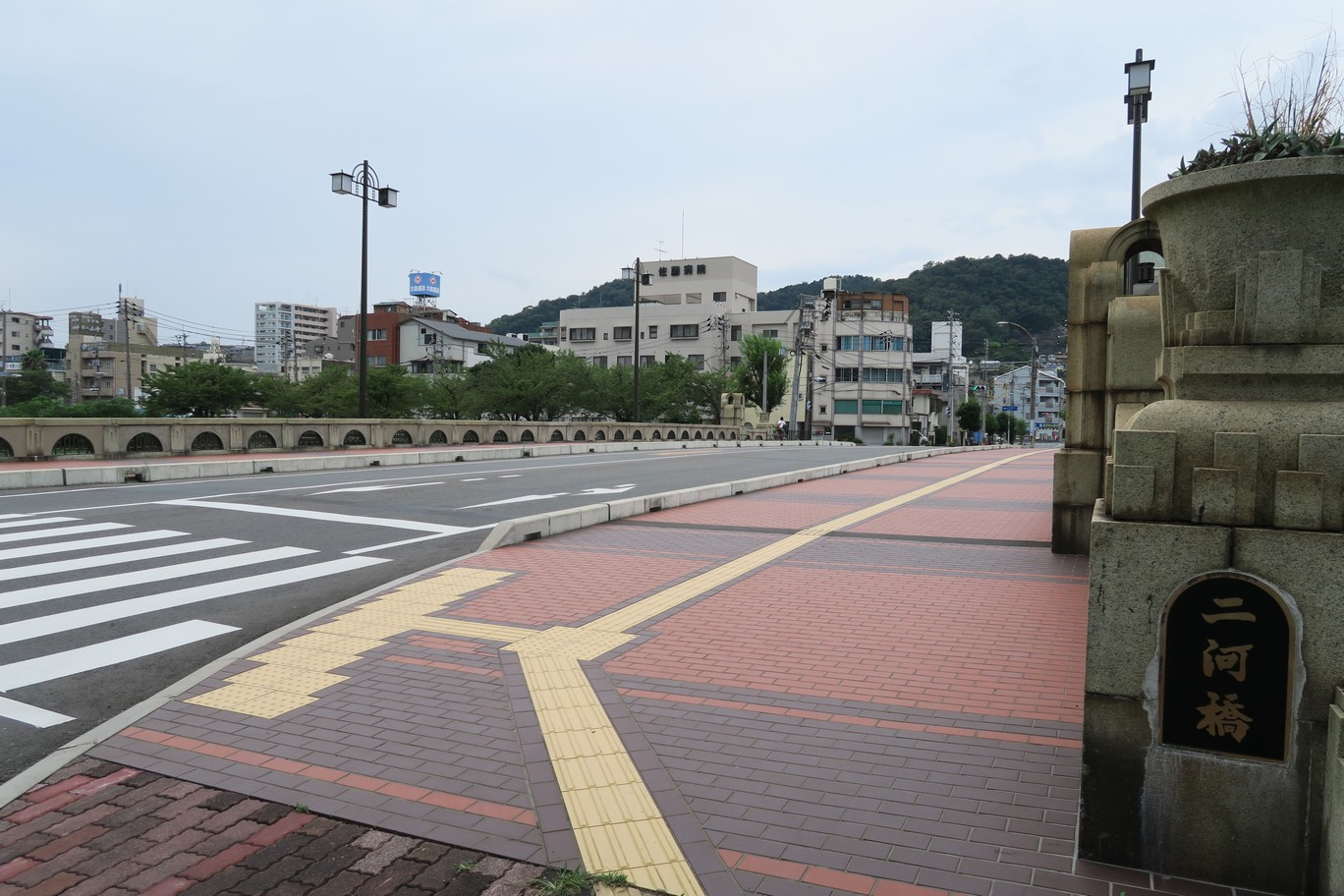
二河橋

- 吳市海事歷史科學館

- 入船山公園
- 長迫公園
- アレイからすこじま
- 灰ヶ峰
- 本庄壩
- 龜山神社
- 禦手洗
- 二河橋

## 教育

### 大學
- 廣島文化學園大學
- 廣島國際大學吳校區

### 高等專門學校
- 吳工業高等專門學校
- 独立行政法人國立醫院機構吳醫療中心附屬吳看護學校

### 高等學校
- 廣島縣立吳三津田高等學校
- 廣島縣立吳宮原高等學校
- 廣島縣立廣高等學校
- 廣島縣立吳昭和高等學校
- 廣島縣立吳工業高等學校
- 廣島縣立吳商業高等學校
- 廣島縣立音戶高等學校
- 吳市立吳高等學校
- 吳港高等學校
- 吳青山高等學校
- 清水丘高等學校

### 特殊學校
- 廣島縣立吳特別支援學校
- 廣島縣立廣島南特別支援學校吳分校

## 姊妹、友好都市

### 日本
- 大山町（鳥取縣）：1931年吳海軍工廠在進行人員削減時，約有30戶人移居至此，故於1995年9月29日與名和町締結為姊妹都市，2005年3月28日名和町合併為現在的大山町。[7]

### 海外
- 布雷默頓（美國华盛顿州基沙普縣）
於1970年8月20日締結為姊妹都市。
- 馬貝拉（西班牙安達魯西亞馬拉加省）
於1990年12月6日締結為姊妹都市。
- 昌原市（南韓慶尚南道）
於1999年10月12日與鎮海市締結為姊妹都市，2010年7月1日鎮海市與鎮昌原市、馬山市合併為新設置的昌原市。
- 温州市（中華人民共和國浙江省）
於2001年5月3日締結為友好港。
- 基隆市（台灣）
於2017年4月28日締結為姊妹都市。

## 本地出身知名人
政治
- 太田房江：前大阪府知事
- 多賀谷真稔：前日本社會黨書記長
- 増岡博之：前眾議院議員、前厚生大臣
- 森井忠良：前眾議院議員、前厚生大臣
- 三谷光男：眾議院議員
- 空本誠喜：眾議院議員

行政
- 前田恒彦：大阪地方檢察廳特捜部檢事

學術
- 梶井厚志：經濟學家
- 古田陽久：世界遺產學者
- 的川泰宣：太空工程學者
- 重川秀实：物理学者，国立筑波大学教授
- 秋光純：物理學者，青山學院大學教授

企業家
- 石井幸孝：九州旅客鐵道第一任社長
- 芳野弘 ：FeliCa Networks社長
- 增岡登作：增岡組、鐵鋼建築創辦人
- 增岡重昂：元增岡組、鐵鋼建築社長
- 增岡正剛：前增岡組社長

音樂
- 大久保一久：音乐家
- 岡平健治：音乐人
- 坂田明：爵士樂薩克斯風演奏家
- 大橋惠：作曲家、編曲家
- 岡本朗：作曲家
- 島谷瞳：歌手
- 高田耕至：作曲家
- 城美智留：歌手
- 筒井稚美：歌手
- 濱田省吾：音乐人
- 町支寛二：音乐人
- Bluem of Youth：音乐人
- 山本淑稀：音乐製作人

演藝
- 池端俊策：編劇
- 神山繁：俳優
- 佐佐木優介：搞笑藝人
- 古川理科：藝人
- 松來未祐：聲優
- ゆりん：藝人
- 英百合子：女演員
- Machico：聲優

文學、漫畫
- 小野彌夢：漫畫家
- 黑田三郎：詩人
- 東風孝広：漫畫家
- 太刀掛秀子：漫畫家
- 田中小実昌：作家
- 田島隆：漫畫原作者
- 細馬信一：漫畫家
- 和田慎二：漫畫家
- 楚里清：日本畫家

體育
| - 鶴岡一人：前職業棒球選手、教練 - 廣岡達朗：前職業棒球選手、教練 - 藤村富美男：前職業棒球選手 - 國貞泰汎：前職業棒球選手 - 野崎泰一：前職業棒球選手 - 西村龍次：前職業棒球選手 - 小早川幸二：前職業棒球選手 - 川本良平：職業棒球選手 - 中東直己：職業棒球選手 - 延江大輔：職業棒球選手 - 畑俊二：前業餘棒球選手、教練 | - 松本奉文：前職業棒球選手 - 金本浩司：前職業棒球選手 - 濱崎真二：前職業棒球選手、教練 - 藤村隆男：前職業棒球選手 - 木山英求：前職業棒球選手 - 豐田憲司：前職業棒球選手 - 谷真一：前職業棒球選手 - 小畑正治：前職業棒球選手 - 柚木進：前職業棒球選手 - 仲摩純平：職業籃球選手 |

其他
- 秋田明大：學生運動者
- 岩畔豪雄：軍人、京都產業大學創辦人
- 中野寛也：圍棋棋士
- 中村春吉：冒險者
- 工正信：自行車競賽選手

## 外部連結
- （日語） 吳觀光協會（页面存档备份，存于）
- （日語） 吳商工會議所（页面存档备份，存于）
- （日語） 維客旅行上的吳市（页面存档备份，存于）
- OpenStreetMap上有關吳市的地理